# Nuoto ai campionati mondiali di nuoto 2017 - 200 metri misti femminili
La gara di nuoto dei 200 m misti femminili dei campionati mondiali di nuoto 2017 è stata disputata il 23 luglio e il 24 luglio presso la Duna Aréna di Budapest. Vi hanno preso parte 36 atlete provenienti da 29 nazioni.
La competizione è stata vinta dalla nuotatrice ungherese Katinka Hosszú, mentre l'argento e il bronzo sono andati rispettivamente alla giapponese Yui Ōhashi e alla statunitense Madisyn Cox.

## Medaglie
| Posizione | Atleta         | Nazionalità |
| --------- | -------------- | ----------- |
| Oro       | Katinka Hosszú | Ungheria    |
| Argento   | Yui Ōhashi     | Giappone    |
| Bronzo    | Madisyn Cox    | Stati Uniti |

## Programma
| Data           | Ora (UTC+2) | Turno      |
| -------------- | ----------- | ---------- |
| 23 luglio 2017 | 10:18       | Batterie   |
| 23 luglio 2017 | 18:32       | Semifinali |
| 24 luglio 2017 | 18:54       | Finale     |

## Record
Prima della manifestazione il record del mondo e il record dei campionati erano i seguenti.
| Record mondiale       | 2'06"12 | Katinka Hosszú Ungheria | 3 agosto 2015 Kazan', Russia |
| Record dei campionati | 2'06"12 | Katinka Hosszú Ungheria | 3 agosto 2015 Kazan', Russia |

Nel corso della competizione non sono stati migliorati.

## Risultati

### Batterie
| Posizione | Batteria | Corsia | Atleta                           | Nazionalità   | Tempo   | Note |
| --------- | -------- | ------ | -------------------------------- | ------------- | ------- | ---- |
| 1         | 4        | 4      | Katinka Hosszú                   | Ungheria      | 2'07"49 | Q    |
| 2         | 4        | 5      | Sydney Pickrem                   | Canada        | 2'10"14 | Q    |
| 3         | 2        | 5      | Madisyn Cox                      | Stati Uniti   | 2'10"16 | Q    |
| 4         | 3        | 4      | Siobhan-Marie O'Connor           | Gran Bretagna | 2'10"42 | Q    |
| 5         | 2        | 6      | Runa Imai                        | Giappone      | 2'11"15 | Q    |
| 6         | 4        | 7      | Hannah Miley                     | Gran Bretagna | 2'11"32 | Q    |
| 7         | 4        | 6      | Kim Seo-yeong                    | Corea del Sud | 2'11"33 | Q    |
| 8         | 4        | 3      | Yui Ōhashi                       | Giappone      | 2'11"44 | Q    |
| 9         | 2        | 4      | Melanie Margalis                 | Stati Uniti   | 2'11"47 | Q    |
| 10        | 3        | 3      | Erika Seltenreich-Hodgson        | Canada        | 2'11"67 | Q    |
| 11        | 2        | 2      | Zsuzsanna Jakabos                | Ungheria      | 2'12"10 | Q    |
| 12        | 3        | 6      | Maria Ugolkova                   | Svizzera      | 2'12"24 | Q    |
| 13        | 4        | 2      | Julija Efimova                   | Russia        | 2'12"41 | Q    |
| 14        | 3        | 2      | Ye Shiwen                        | Cina          | 2'12"48 | Q    |
| 15        | 3        | 1      | Joanna Maranhão-Melo             | Brasile       | 2'12"60 | Q    |
| 16        | 2        | 3      | Kotuku Ngawati                   | Australia     | 2'13"03 | Q    |
| 17        | 3        | 5      | Viktoriya Andreeva               | Russia        | 2'13"16 |      |
| 18        | 4        | 1      | Nguyễn Thị Ánh Viên              | Vietnam       | 2'13"36 |      |
| 19        | 4        | 0      | Viktoriya Zeynep Güneş           | Turchia       | 2'13"56 |      |
| 20        | 3        | 7      | Mireia Belmonte García           | Spagna        | 2'13"82 |      |
| 21        | 2        | 1      | Helena Gasson                    | Nuova Zelanda | 2'13"91 |      |
| 22        | 2        | 7      | Zhang Sishi                      | Cina          | 2'13"99 |      |
| 23        | 3        | 8      | Simona Baumrtová                 | Rep. Ceca     | 2'14"26 |      |
| 24        | 2        | 8      | Victoria Kaminskaya              | Portogallo    | 2'14"33 |      |
| 25        | 2        | 0      | Jenna Laukkanen                  | Finlandia     | 2'14"70 |      |
| 26        | 4        | 9      | Marjolein Delno                  | Paesi Bassi   | 2'15"05 |      |
| 27        | 3        | 0      | Monika González Hermosillo Holtz | Messico       | 2'16"11 |      |
| 28        | 2        | 9      | McKenna de Bever                 | Perù          | 2'16"52 |      |
| 29        | 1        | 4      | Ressa Kania Dewi                 | Indonesia     | 2'17"93 |      |
| 30        | 3        | 9      | Ilektra Varvara Lebl             | Grecia        | 2'19"05 |      |
| 31        | 4        | 8      | Virginia Bardach Martin          | Argentina     | 2'19"29 |      |
| 32        | 1        | 5      | Sara Nysted                      | Fær Øer       | 2'26"48 |      |
| 33        | 1        | 6      | Claudia Verdino                  | Monaco        | 2'27"34 |      |
| 34        | 1        | 3      | Toto Kwan To Wong                | Hong Kong     | 2'27"68 |      |
| 35        | 1        | 7      | Sayani Ghosh                     | India         | 2'32"55 |      |
| 36        | 1        | 2      | Nooran Ahmed Ali Ba Matraf       | Yemen         | 2'37"21 |      |

### Semifinali
| Posizione | Semifinale | Corsia | Atleta                    | Nazionalità   | Tempo   | Note  |
| --------- | ---------- | ------ | ------------------------- | ------------- | ------- | ----- |
| 1         | 2          | 4      | Katinka Hosszú            | Ungheria      | 2'07"14 | Q     |
| 2         | 2          | 2      | Melanie Margalis          | Stati Uniti   | 2'08"70 | Q     |
| 3         | 1          | 4      | Sydney Pickrem            | Canada        | 2'09"17 | Q, RN |
| 4         | 1          | 5      | Siobhan-Marie O'Connor    | Gran Bretagna | 2'09"72 | Q     |
| 5         | 2          | 6      | Kim Seo-yeong             | Corea del Sud | 2'09"86 | Q, RN |
| 6         | 2          | 5      | Madisyn Cox               | Stati Uniti   | 2'09"97 | Q     |
| 7         | 2          | 3      | Runa Imai                 | Giappone      | 2'10"15 | Q     |
| 8         | 1          | 6      | Yui Ōhashi                | Giappone      | 2'10"45 | Q     |
| 9         | 1          | 3      | Hannah Miley              | Gran Bretagna | 2'11"20 |       |
| 10        | 2          | 8      | Joanna Maranhão-Melo      | Brasile       | 2'11"24 | SA    |
| 11        | 1          | 2      | Erika Seltenreich-Hodgson | Canada        | 2'11"61 |       |
| 12        | 2          | 7      | Zsuzsanna Jakabos         | Ungheria      | 2'11"92 |       |
| 13        | 1          | 7      | Maria Ugolkova            | Svizzera      | 2'12"25 |       |
| 14        | 2          | 1      | Julija Efimova            | Russia        | 2'12"88 |       |
| 15        | 1          | 1      | Ye Shiwen                 | Cina          | 2'13"01 |       |
| 16        | 1          | 8      | Kotuku Ngawati            | Australia     | 2'14"07 |       |

### Finale
| Posizione | Corsia | Atleta                 | Nazionalità   | Tempo   | Note |
| --------- | ------ | ---------------------- | ------------- | ------- | ---- |
|           | 4      | Katinka Hosszú         | Ungheria      | 2'07"00 |      |
|           | 8      | Yui Ōhashi             | Giappone      | 2'07"91 | RN   |
|           | 7      | Madisyn Cox            | Stati Uniti   | 2'09"71 |      |
| 4         | 5      | Melanie Margalis       | Stati Uniti   | 2'09"82 |      |
| 5         | 1      | Runa Imai              | Giappone      | 2'09"99 |      |
| 6         | 2      | Kim Seo-yeong          | Corea del Sud | 2'10"40 |      |
| 7         | 6      | Siobhan-Marie O'Connor | Gran Bretagna | 2'10"41 |      |
| -         | 3      | Sydney Pickrem         | Canada        | -       | DSQ  |